# 빈타인현 (껀터)
빈타인현(베트남어: Huyện Vĩnh Thạnh / 縣永盛)은 베트남 메콩강 삼각주 껀터의 현이다. 1975년 이전에는 톳놋군(빈타인현 전체와 꺼도현의 일부 지역 포함)은 안장성 롱쑤옌시에 속했다. 빈타인현은 2004년부터 껀터에 새로 등장한 행정구역으로, 새로 설립된 껀터시의 이름을 딴 곳이다. 빈타인현은 12월에 설립되었으며 2004년 12월 베트남 정부의 법령 제 05/2004/ND-CP에 의해 서쪽 땅의 많은 부분이 톳놋군에서 분리되어 이전하여, 중앙직할시 바로 아래의 껀터시 교외 지역을 차지하게 되었다.
2008년 12월 23일 베트남의 정부의 법령 12/NĐ-CP에 따라 꺼도현의 남쪽 땅 일부를 빈타인현에 할당하여 새로운 행정 경계로 조정했다.

## 행정 구역
빈타인현은 2시진, 9사를 관할하고 있다.

### 시진
- 빈타인 시진 (Thị trấn Vĩnh Thạnh, 永盛市鎭)
- 타인안 시진 (Thị trấn Thạnh An, 盛安市鎭)

### 사
- 타인안 사 (Xã Thạnh An, 盛安社)
- 타인록 사 (Xã Thạnh Lộc, 盛祿社)
- 타인르이 사 (Xã Thạnh Lợi, 盛利社)
- 타인미 사 (Xã Thạnh Mỹ, 盛美社)
- 타인꾸어이 사 (Xã Thạnh Quới, 盛貴社)
- 타인탕 사 (Xã Thạnh Thắng, 盛勝社)
- 타인띠엔 사 (Xã Thạnh Tiến, 盛進社)
- 빈빈 사 (Xã Vĩnh Bình, 永平社)
- 빈찐 사 (Xã Vĩnh Trinh, 永貞社)